# 小行星21685
小行星21685（21685 Francomallia）是一颗绕太阳运转的小行星，为主小行星带小行星。该小行星于1999年9月11日发现。

## 轨道参数
小行星21685的轨道半长轴为2.8926338 UA，离心率为0.074。